# Dactylaria sahelensis
Dactylaria sahelensis är en svampart som beskrevs av Sawadogo & Cayrol 1990. Dactylaria sahelensis ingår i släktet Dactylaria, ordningen disksvampar, klassen Leotiomycetes, divisionen sporsäcksvampar och riket svampar.   Inga underarter finns listade i Catalogue of Life.